# Rui Vicente de Penela
Rui Vicente de Penela (1220 -?) foi um nobre e Cavaleiro medieval do Reino de Portugal, foi alcaide-mór de Alenquer e senhor de Penela.
Foi Senhor da Torre de Castro, autêntico Domus Fortis, reconstruída no século XVI, tendo sido respeitadas as linhas da construção medieval. No século XVII foi novamente sujeita a restauros e manutenção, tendo nessa altura sofrido algumas alterações estruturais relativamente ao traçado medieval.

## Relações familiares
Foi filho de Vicente Rodrigues de Penela (1190 -?). Casou com Fruilhe Esteves de Belmir (1230 -?), filha de Estêvão Soares de Belmir (1200 -?) e de Teresa (1210 -?) de quem teve:
1. Mécia Rodrigues de Penela (1245 -?) casou com D. Rodrigo Anes de Vasconcelos (1230 - 1279), filho de D. João Peres de Vasconcelos (1200 -?) e de Maria Soares Coelho (1210 -?).
2. Maria Rodrigues de Penela casou com Martim Correia.